# Hippolyte Terray de Rozières
Pour les autres membres de la famille, voir Famille Terray.
Claude Hippolyte Terray de Rozières, comte de Rozières (alias Rosières) (22 janvier 1774 - 11 août 1849) est un haut fonctionnaire français.

## Biographie

### Vie privée
Il est le fils d'Antoine Terray, guillotiné en 1794 et inhumé dans une fosse commune du cimetière des Errancis, et de Marie-Nicolle Perreney de Grosbois.

### Vie publique

#### Révolution française
Après avoir été élève au collège Duplessis, il émigra à Leipzig puis en Angleterre pendant la Révolution puis put rentrer en France vers 1796. Il était héritier du Château de La Motte-Tilly.

#### Restauration
A la première Restauration, en juin 1814, Il est nommé préfet de la Côte-d'Or (1815) et quitte Dijon le 17 mars 1815, lorsque Louis XVIII se retire à Gand. 
Resté à l'écart pendant les cent-jours, il est nommé en février 1816 préfet du Loir-et-Cher, jusqu'en février 1819. Il quitte alors l'administration préfectorale.

## Famille
Il épouse en premières noces, le 30 janvier 1800 à Paris, Claire Morel de Vindé (1781-1806), fille de Charles-Gilbert Morel de Vindé, 1er vicomte Morel-Vindé et de Marie Renée Élisabeth Choppin d'Arnouville. Ils ont quatre enfants.
- Claudine Béatrix Terray de Rozières (1er novembre 1800 - 26 décembre 1846) épouse Louis Godart de Belbeuf, 4e marquis de Belbeuf (20 octobre 1791 - 16 février 1872), dont descendance ;
- Charles Louis Terray de Morel-Vindé, 2e vicomte de Morel-Vindé (11 juillet 1802 - 15 février 1866) épouse Louise Henriette Guillemine Rouen des Mallets (27 octobre 1814 - 7 février 1893), dont descendance ;
- Élisabeth Irénée Terray de Rozières (22 avril 1804 - 26 mai 1863) épouse Adolphe François René Antoine des Monstiers de Mérinville (31 décembre 1790 - 7 juillet 1867), dont descendance ;
- Claudine Renée Christine Terray de Rozières (9 décembre 1805 - 25 août 1872) épouse Louis Pharamond Léonce Pandin de Narcillac, comte de Narcillac (7 février 1798 - 13 février 1856), dont descendance.

Il épouse en secondes noces, le 7 mai 1811 à Braches, Marie Léontine d'Ainval de Brache (1787-1839), fille de Charles Louis d'Ainval de Braches et de Antoinette Marguerite Boula. Ils ont deux enfants.
- Marie Claudine Ernestine Terray de Rozières (7 mars 1812 - 12 mai 1891) épouse Rogatien Louis Olivier de Sesmaisons (24 février 1807 - 5 décembre 1874), dont descendance ;
- Claude Maurice Emmanuel Terray de Rozières, 1er comte romain de Terray (1813 - 7 mai 1873) épouse Gabrielle Élisabeth Aglaé Robertine de Puget de Barbentane (1822 - 21 avril 1907), dont descendance.

Il épouse en troisièmes noces, le 8 juin 1843, Anne Xavière Adèle de Maistre (1787-1862), fille de Joseph de Maistre, 2e comte de Maistre et de Françoise Marguerite de Morand. Ils n'ont pas d'enfants.

## Distinctions

### Décorations françaises
- Officier de la Légion d'honneur (décret du 18 janvier 1815)[2].
  -  Chevalier de la Légion d'honneur